# 911
911 (CMXI) var ett normalår som började en tisdag i den julianska kalendern.

## Händelser

### April
- April – Sedan Sergius III har avlidit den 14 i samma månad väljs Anastasius III till påve.

### November
- 10 november – Konrad I väljs till kung över östfrankiska riket.

### Okänt datum
- Vikingahövdingen Rollo förlänas Normandie av Karl den enfaldige.
- Rusernas hövding Oleg tvingar fram ett fredsfördrag mellan nordbor och det Bysantinska riket.

## Födda
- Djawhar ben Abd Allah, kroatisk general i morernas armé.

## Avlidna
- 14 april – Sergius III, påve sedan 904.
- 20 eller 24 september – Ludvig barnet, kung av Östfrankiska riket sedan 899